# Коста Петров
Коста Поппетров (Петров) Христов (изписване до 1945 година: Коста попъ Петровъ Христовъ) e български политик от БРСДП (т.с.), а по-късно от БКП. Кмет на Дупница в периода 1920 – 1923 г.

## Биография
Роден е през 1888 година в село Ресилово, Дупнишко. Завършва Кюстендилската педагогическа гимназия. През 1906 г. се включва в марксистки кръжок в гимназията в Кюстендил. Учи право в Швейцария, където ръководи социалистическото дружество „Шо дьо фон“. Защитава докторат по право в Брюксел. Юрист-стажант в Самоков при Борис Хаджисотиров.
През 1914 година се връща в България и се включва в работата на БРСДП (т.с.) в София, Самоков и най-вече в Дупница. През 1915 година е осъден на 2,5 години затвор като организатор на женски бунт против влизането на България в Първата световна война. След излежаването на присъдата си се установява в Красно село, където основава партийна група и отговаря за партийния дом и печатницата на БКП (т.с.).
От 2 октомври 1920 година е кмет на Дупнишката комуна. Въвежда униформи за общинските служители, за да имат по-голяма представителност. Не уволнява кадри от предходната управа, а заради икономическата криза не получава заплата с всичките си чиновници за 6 месеца.
На 21 февруари 1923 година Харалампи Златанов от ВМРО убива Коста Петров край село Джерман, Дупнишко.
На негово име е наречен Дупнишкият партизански отряд.